# Bettina Knells
Bettina Knells (* 14. April 1971 in Albstadt) ist eine ehemalige deutsche Sportschützin. 

## Biografie
Bettina Knells wurde 1994 Weltmeisterin im Mannschaftswettbewerb über 10 m mit dem Luftgewehr. Bei den Olympischen Sommerspielen 1996 in Atlanta belegte sie im Wettkampf über 10 m Luftgewehr den 36. Platz. Zudem wurde Knells mehrfache Deutsche Meisterin.